# Spiaggia di Valdearenas
Valdearemas (o semplicemente Liencres) è una spiaggia situata nella località spagnola di Liencres, municipio nella zona di Piélagos, in Cantabria. È una delle più grandi spiagge della Cantabria ed è parte del Parco nazionale delle dune di Liencres. È limitata a ovest dalla foce del fiume Pas e a est dalla spiaggia di Canallave.

## Descrizione e morfologia
Si tratta di una spiaggia libera, cioè non attrezzata, di grandi dimensioni, caratterizzata da una sabbia chiara e fine, da grandi dune e da una pineta. La zona orientale è più rocciosa, mentre quella occidentale più sabbiosa. Le onde sono piuttosto alte per via del vento costantemente forte, perciò la spiaggia è frequentata soprattutto da surfisti. Le maree sono molto accentuate e arrivano a seconda delle stagioni.